# Río Desaguadero (Bolivien)
Der Río Desaguadero (spanisch für „Entwässerungs-Fluss“) ist der Hauptfluss des bolivianischen Altiplano-Hochlandes.

## Lage

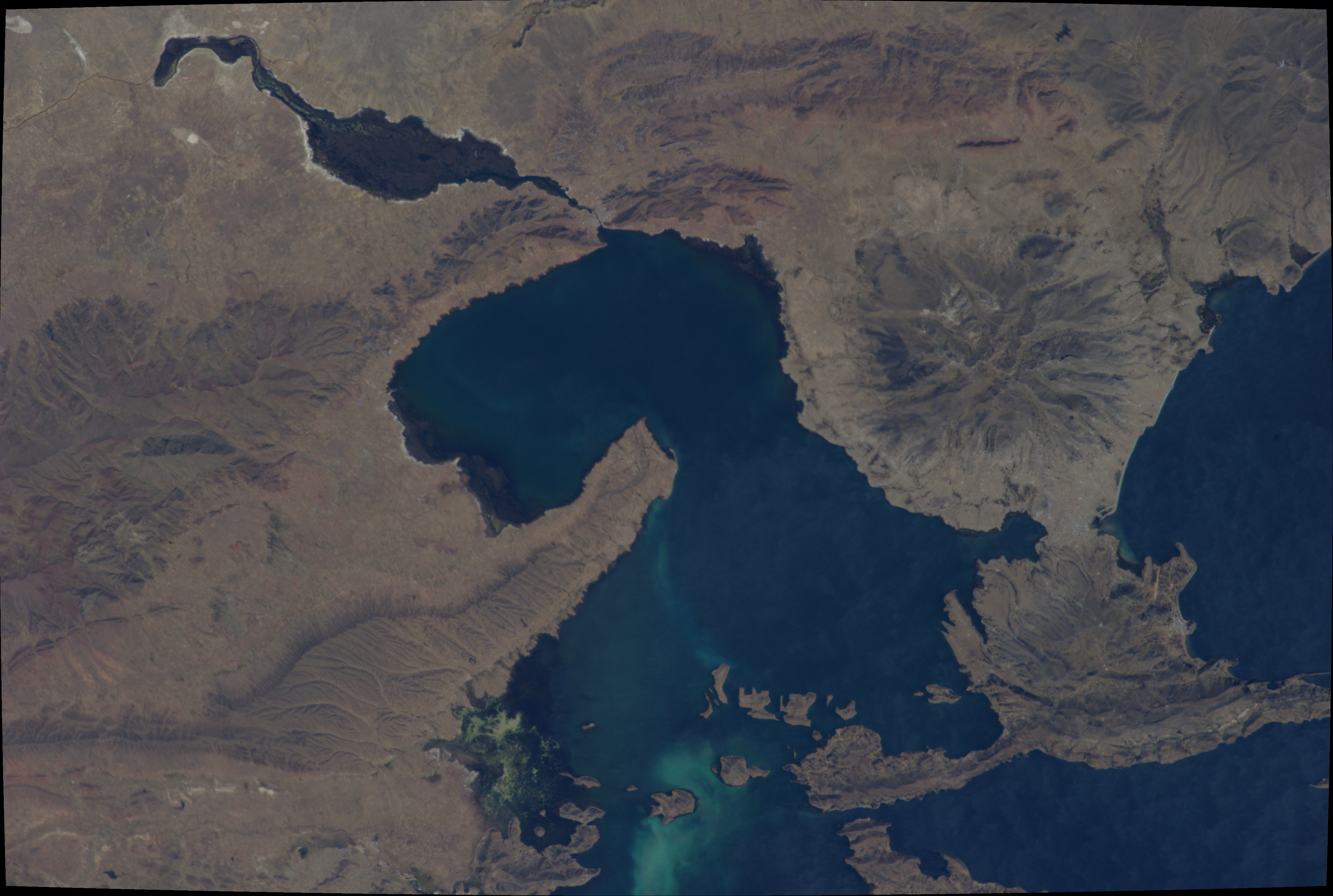
Satellitenbild des Südostteils des Titicacasees mit dem Río Desaguadero

Nahe dem Grenzort Desaguadero bei (16° 33' 51" S, 69° 02' 09" W) entwässert der Río Desaguadero als einziger Abfluss den Titicacasee und führt 5–10 % des Überschusswassers des Sees ab, die restlichen 90–95 % verdunsten. Auf diese Weise verhindert der Río Desaguadero größere Schwankungen des Seespiegels.
Der Fluss hat eine Länge von 383 km und fließt vom Titicacasee in südöstlicher Richtung. Auf seinem Weg nimmt er verschiedene kleinere Nebenflüsse auf, deren wichtigster der Río Mauri ist.
Der Río Desaguadero mündet bei (18° 27' S, 67° 04' W) in den Poopó-See, nachdem er vorher den Uru-Uru-See durchflossen hat.

## Wasserführung
Die Wasserführung des Río Desaguadero ist abhängig von den Niederschlagsmengen am Titicaca-See. Im langjährigen Mittel wird der Verdunstungsverlust des Sees mit 436 m³/s angegeben und die Überschussmenge, die an den Río Desaguadero abgegeben wird, mit 35 m³/s.
Das Wasservolumen des Flusses an seiner Deltamündung am Poopó-See wurde noch im 20. Jahrhundert auf 89 m³/s geschätzt, Mitte der 2010er Jahre ist dieser Wert auf inzwischen nur noch 30 m³/s zurückgegangen, was zur großflächigen Austrocknung des Poopó-Sees geführt hat.

## Bedeutung
Der Río Desaguadero ist in dem ariden Klima des Altiplano der wichtigste Wasserspender für die Landwirtschaft und wird vor allem im nördlichen Teil für die Bewässerung genutzt. Die Landwirtschaft hat jedoch nicht nur mit der verringerten Wasserführung des Flusses zu kämpfen, sondern auch mit der zunehmenden Verschmutzung durch Bergbau und Industrie.